# Dillenburg
Dillenburg – miasto w Niemczech, w kraju związkowym Hesja, w rejencji Gießen, w powiecie Lahn-Dill.
W mieście znajduje się stacja kolejowa.
W średniowieczu hrabiowie Nassau wznieśli tu zamek, rozbudowany w XV i XVI w., stanowiący jedną z rodowych siedzib. Zniszczono go w XVIII w.

## Współpraca
Miejscowości partnerskie:
- Breda, Holandia
- Diest, Belgia
- Hereford, Wielka Brytania
- Orange, Francja